# Bokermannia
Bokermannia is een geslacht van kevers uit de familie oliekevers (Meloidae).
Het geslacht is voor het eerst wetenschappelijk beschreven in 1963 door Martinez.

## Soorten
Het geslacht omvat de volgende soort:
- Bokermannia aristotelesi Martinez, 1963